# Мыза Раево
Мы́за Ра́ево (Мыза-Райева, Мыза-Раёво, Райева Мещерскаго, Раево Мещерского) — деревня, находившаяся на территории современного Ярославского района города Москвы и вошедшая в её состав в 1960 году.
Располагалась в районе нынешней улицы Вешних Вод приблизительно в 4-х вёрстах от деревни Раево. Наиболее известна по располагавшемуся здесь в XIX—XX веках военному арсеналу.

## История
C 1723 года Пётр I отдает Мызу Раево во владение своей супруге, Екатерине I. В это время, согласно ревизской сказке по Тайнинской волости, «в сельце в подушном окладе 3 человека». При Елизавете Петровне Мыза Раево становится приютом на пути богомольных шествий из Москвы в Троице-Сергиев монастырь. Будущая императрица Екатерина II Великая описывает такое шествие на Петров день — 25 июля 1749 года:

«…Нам было приказано перебраться на Троицкую дорогу, для чего мы и поселились в Раеве, деревне в 11 верстах от Москвы. Там всё наше помещение состояло из небольшой залы в середине дома и четырёх крохотных комнаток по сторонам. Для свиты кругом дома были разбиты палатки, в одной из которых помещался великий князь…»
В это время Мыза Раево — владение Чоглоковых. П. Н. Краснов в романе «Екатерина Великая» описывает её следующим образом:

…не дворец и не помещичья усадьба. Это была простая дача, низко, почти без фундамента, стоявшая на земле. Всего три ступеньки отделяли широкую веранду от сада. Веранда была заплетена турецкими бобами, повителью и хмелем и в солнечные дни золотой, в пасмурные дни зелёный сумрак в ней стоял…
В 1880-е годы Мыза Раево начала превращаться в дачную местность. Немецкие негоцианты строили на землях вокруг мызы тёплые зимние дачи и по воспоминаниям Нины Гончаровой:

…ещё на моей памяти старые лосиноостровцы обозначали дома не по номерам, а по именам владельцев: дача Пауффлер, дача Хофман, дача Добржанских…
С образованием посёлка Лосиноостровска по соседству в 1910 году в Мыза Раево развернулось строительство дачного посёлка Общества вспомоществования торговых служащих.

### Арсенал
В 1870-х годах часть территории мызы купило военное ведомство для устройства артиллерийских складов. К этому времени Мыза Раево принадлежала князьям Мещерским и носила название — в соответствии с дореформенным правописанием — Райева Мещерскаго. В 1877—1878 годах здесь были сооружены 4 погреба на 80 тысяч пудов пороха, в дальнейшем склады постоянно расширялись. В связи с этим была закрыта старая дорога из Богородского в Мытищи.
Во время революционных событий 1917 года солдаты пехотной дружины, охранявшей артиллерийские склады на мызе, примкнули к восстанию и предоставили арсенал большевикам. Гарнизон в Мыза Раева составлял около девяти тысяч человек: около тысячи человек чиновничества и начальников и около восьми тысяч солдат. Заряды для пушек, стрелявших в Москве, на грузовиках доставляли исключительно с Мызы Раево, так как все остальные склады были в руках белых. Отряды юнкеров неоднократно пытались перекрыть Ярославское шоссе, но всякий раз неудачно — автомобили всё равно добирались до «второй» столицы, но только кружным путём.
В советские времена Мыза Раево продолжала числиться за военным ведомством. На её территории находился военный городок и 59-й арсенал Главного ракетно-артиллерийского управления Минобороны РФ. Из воспоминаний героя Советского Союза лётчика-испытателя М. М. Громова (орфография сохранена):

«Военный городок Мыза-Раёво был расположен на базе бывшей старинной усадьбы. Возле неё находился старый парк с двумя искусственными прудами и великолепными, уже старыми, липовыми и берёзовыми аллеями. Менее чем в одном километре от нашего жилья был большой пруд, в котором водились караси… Окружающая природа была девственна и живописна!»
С 1960 года Раево и Мыза Раево — в черте Москвы. В 1980-е года, при строительстве жилого микрорайона, территорию воинской части сократили, и часть построек XIX — начала XX века оказалась за её пределами.

### XXI век
В 2000-е годы здесь занимались в основном ремонтом поврежденной военной автотехники, продолжали работать склады. На момент оставления военными территории это была в/ч 42697 ФГУП «59-й арсенал Главного ракетно-артиллерийского управления Министерства обороны РФ», которую расформировали в 2009 году. Военные занимали территорию 125 лет.
После этого бывший арсенал превратился в складскую территорию, которую арендуют у военных различные частные организации. Остатки военных объектов заброшены. Проложенный в начале XX века подъездной путь от станции МЦК «Белокаменная» не используется по прямому назначению; во время бурана в ноябре 2016 года были повалены крупные деревья на середине трассы, которые после не расчищались. В связи с началом строительства участка СВХ от Богородского путепровода до метро «Ботанический сад» подъездной путь был ликвидирован в ноябре 2020 года.

#### ЖК «Сказочный лес»
С 2017 года на территории складов бывшего арсенала, прилегающей к лесу, ведётся строительство жилого комплекса «Сказочный лес». В него войдут четыре 26-этажных монолитных дома с общим подвалом и здание школы. Ход строительства замедляли юридические споры — администрация Лосиного Острова пыталась добиться отмены строительства, утверждая, что территория будущего ЖК входит в буферную зону заповедника. В 2018 году был проведён снос гаражей для расширения подъездной дороги, что вызвало протесты арендаторов гаражей и их стычки со строителями; жалобу на снос подавал префекту политик Сергей Митрохин.